# Црква Светог Николе у Старим Лединцима
Црква Светог Николе у Старим Лединцима, насељеном месту на територији градске општине Петроварадин, припада Епархији сремској Српске православне цркве.
Црква посвећена преносу моштију светог оца Николаја подигнута је у периоду од 1827. до 1829. године, када је стара сеоска црква проширена и дограђена у стилу тада преовладавајућег барока. Саграђена је као једнобродна грађевина правилне четвороугаоне основе са проширењима на местима певница и са полукружном апсидом, призидана око старијег троспратног звоника квадратне основе који је, судећи по архивским фотографијама, некада имао и карактеристичну барокну украсну капу од лима. 
Фасаде су решене са дубоким нишама са полукружним луковима, што цркви даје врло занимљиву динамику.
Црква је у Другом светском рату спаљена, а обновљена је тек деведесетих година 20. века.